# شهرستان کاماس (آیداهو)
شهرستان کاماس، آیداهو (به انگلیسی: Camas County, Idaho) یک سکونتگاه مسکونی در ایالات متحده آمریکا است که در آیداهو واقع شده‌است.

## خصوصیات
شهرستان کاماس ۲٬۷۹۴٫۶۱ کیلومترمربع مساحت دارد.